# Chilasa
Chilasa is een geslacht van vlinders uit de familie van de pages (Papilionidae).

## Soorten
- Chilasa agestor (Gray, 1831)
- Chilasa carolinensis Jumalon, 1967
- Chilasa clytia (Linnaeus, 1758)
- Chilasa elwesi (Leech, 1889)
- Chilasa epycides (Hewitson, 1862)
- Chilasa laglaizei (Depuiset, 1877)
- Chilasa maraho (Shiraki & Sonan, 1934)
- Chilasa moerneri (Aurivillius, 1919)
- Chilasa osmana Jumalon, 1967
- Chilasa paradoxa (Zincken, 1831)
- Chilasa slateri (Hewitson, 1857)
- Chilasa toboroi (Ribbe, 1907)
- Chilasa veiovis (Hewitson, 1853)